# Estación de Boswil-Bünzen
La estación de Boswil-Bünzen es una estación ferroviaria de la comuna suiza de Boswil, en el Cantón de Argovia.

## Historia y situación
La estación de Boswil-Bünzen fue inaugurada en el año 1875 con la puesta en servicio del tramo Wohlen - Muri del Aargauische Südbahn Ruppeswil - Immensee por parte del NOB en colaboración con el Schweizerische Centralbahn (SCB). En 1902 ambas compañías pasarían a ser absorbidas por SBB-CFF-FFS.
Se encuentra ubicada en el borde noreste del núcleo urbano de Boswil, aunque también presta servicio a Bünzen, estando situada la estación en las afueras de su núcleo urbano. Cuenta con un andén central al que acceden dos vías pasantes.
En términos ferroviarios, la estación se sitúa en la línea Rupperswil - Immensee, también conocida como el Aargauische Südbahn. Sus dependencias ferroviarias colaterales son la estación de Wohlen hacia Rupperswil y la estación de Muri en dirección a Immensee.

## Servicios ferroviarios
Los servicios ferroviarios de esta estación están prestados por SBB-CFF-FFS:

### S-Bahn Argovia
En la estación efectúan parada trenes de una línea de la red S-Bahn Argovia:
- S 26 Aarau/Lenzburg – Wohlen – Muri – Rotkreuz